# Moeketsi Sekola
Moeketsi Sekola (ur. 27 stycznia lub 27 grudnia 1989 w Botshabelo) – południowoafrykański piłkarz występujący na pozycji napastnika.
Moeketsi Sekola urodził się i wychował w Botshabelo, tzw. townshipie (mieście stworzonym dla ludności murzyńskiej w czasach apartheidu). Karierę piłkarską rozpoczął w Roses United Bloemfontein, skąd w 2013 roku trafił do Free State Stars FC. W sezonie 2014/2015 zdobywszy 12 bramek został królem strzelców Premier Soccer League. W 2017 roku grał w Chippa United FC, a następnie w Highlands Park FC, Real Kings FC, Jomo Cosmos FC i ponownie Free State Stars. W 2022 roku został piłkarzem Tshakhuma Tsha Madzivhandila FC.
W reprezentacji Południowej Afryki zadebiutował 15 listopada 2014 w wygranym 2:1 meczu z Sudanem.